# Christian Bernzen
Christian Bernzen (* 19. August 1962 in Neuss) ist ein deutscher Jurist.

## Leben
Christian Bernzen stammt aus einer norddeutschen katholischen Juristenfamilie. Er ist der älteste Sohn von Uwe Bernzen; Enno Bernzen ist sein jüngerer Bruder.
Bernzen studierte von 1984 bis 1990 Rechtswissenschaften an der Universität Hamburg. 1993 wurde er in Hamburg mit einer Arbeit über die rechtliche Stellung der freien Träger der Jugendhilfe im neuen Kinder- und Jugendhilferecht bei Werner Thieme zum Doktor der Rechte promoviert. 2017 wurde er mit einer erziehungswissenschaftlichen Arbeit „Recht auf Erziehung. Erziehungswissenschaftliche Reflexionen zu einem rechtlichen Anspruch“ bei Benedikt Sturzenhecker an der Universität Hamburg zum Dr. phil. promoviert.
Seit 2022 ist er Partner der Kanzlei Bernzen Rechtsanwälte. Zuvor war er seit 1994 Partner der Kanzlei Bernzen Sonntag Rechtsanwälte Steuerberater. Er ist in Hamburg als Rechtsanwalt zugelassen und war dort von 2004 bis 2013 Mitglied des Anwaltsgerichtshofs Hamburg.
Seit 1999 ist er als Hochschullehrer tätig. 2005 wurde er zum Professor für Rechtsfragen der sozialen Arbeit an die Katholische Hochschule für Sozialwesen Berlin berufen. 
Von 1989 bis 2010 war er Mitglied im Fachausschuss Recht und Organisation der Jugendhilfe der Arbeitsgemeinschaft für Kinder- und Jugendhilfe und von 1994 bis 1997 sowie 2001 bis 2010 dessen Vorsitzender. Bis Dezember 2012 war er Vorsitzender der internen Kontrollkommission des Unternehmens Haasenburg. Von 2009 bis 2013 war er Aufsichtsratsmitglied von St. Raphael Caritas Alten- und Behindertenhilfe GmbH in Mayen, von 2012 bis 2020 Mitglied und von 2013 bis 2020 Vorsitzender des Aufsichtsrates von Pflegen & Wohnen Hamburg. Von 2009 bis 2024 arbeitete er im Vorstand der Caritasstiftung Hamburg mit, von 2014 bis 2025 im Vorstand von Praxis ohne Grenzen – Hamburg e. V. Seit 2019 ist er Mitglied im Kuratorium der Off Road Kids Stiftung und seit 2021 im Aufsichtsrat der GEDISA – Gesellschaft für digitale Services der Apotheken mbH.
Bernzen engagierte sich in den Jahren 1983 bis 1992 im Bund der Deutschen Katholischen Jugend (BDKJ) und war zuletzt dessen stellvertretender Bundesvorsitzender. 
Von 1989 bis 1992 und von 1995 bis 2003 war er Mitglied des Zentralkomitees der deutschen Katholiken. Von 1997 bis 2001 war er einer der Vizepräsidenten. In diese Funktion wurde er als erster Sozialdemokrat gewählt.
In den Jahren 1999 bis 2000 war er Mitglied der Kommission „Gemeinsame Sicherheit und Zukunft der Bundeswehr“ („Weizsäcker-Kommission“). Seit 2001 ist er Mitglied im Kuratorium von Aktion Sühnezeichen Friedensdienste (ASF).
Von 2007 bis 2023 war er Schatzmeister der SPD-Landesorganisation Hamburg. 2024 ist ihm die Willy-Brandt-Medaille verliehen worden.
Von November 2018 bis Oktober 2021 war und seit März 2022 ist er Mitglied im Vorstand der Bundesvereinigung Lebenshilfe. Seit 2020 arbeitet er im Ausschuss Inklusion des Deutschen Segler-Verbandes mit.
2019 wurde er in den Vorstand der Deutschen Nationalstiftung gewählt.

## Kritik
Im Zusammenhang mit den Vorwürfen und Ermittlungen zu Misshandlungsfällen in den Heimen des Unternehmens Haasenburg geriet Bernzen im Sommer 2013 in die Kritik, weil einerseits seine Kanzlei und er selbst die Interessen der Heimbetreiberfirma Haasenburg GmbH vertreten, er andererseits in seiner Funktion als Vorsitzender der Kontrollkommission des Heims Bewohner gegen das Heim zu vertreten hatte. Laut Medienberichten kam es dabei in mindestens einem Fall zu einem unmittelbaren persönlichen Interessenkonflikt für Bernzen.

## Auszeichnungen
- Willy-Brandt-Medaille (2024)[10]

## Schriften
- Die rechtliche Stellung der freien Jugendhilfe. Deutscher Gemeindeverlag / Kohlhammer, Köln, 1993, 178 Seiten, ISBN 3-555-00574-X (zugleich Dissertation, Universität Hamburg, 1993).
- mit Frank Diedrich: Grundlagen des Privatrechts. Fallorientierte Einführung. Oldenbourg, München, 1996, 225 Seiten, ISBN 3-486-23863-9.
- mit Andreas Borsutzky und Peer-Oliver Villwock: Hamburgisches Jugendhilferecht, Kommentar. Mauke, Hamburg, 1998, 151 Seiten, ISBN 3-923725-97-3.
- Einführung in das Kinder- und Jugendhilferecht. Kohlhammer, Stuttgart, 2005, 189 Seiten, ISBN 3-17-019137-3

3. Auflage 2022, auch als e-Book doi:10.17433/978-3-17-041821-9.
- Rechtliche Grundlagen der Jugendarbeit. Juventa-Verlag, Weinheim, 2010, 23 Seiten.
- Recht auf Erziehung. Erziehungswissenschaftliche Reflexionen zu einem rechtlichen Anspruch. Beltz Juventa, Weinheim/Basel, 2018, 214 Seiten, ISBN 3-7799-3789-1 (zugleich Dissertation, Universität Hamburg, 2017).
- mit Ansgar Dittmar, Kilian Ertl, Markus Fraikin, Carola Veit: Werkstättenmitwirkungsverordnung. Kommentar für die Praxis. Mit Erläuterungen in einfacher Sprache. 2. Auflage, Marburg, 2023, 258 Seiten, ISBN 978-3-88617-229-0.